# جون أوليفر ويلر
جون أوليفر ويلر هو جيولوجي كندي، ولد في 19 ديسمبر 1924، وتوفي في 24 مايو 2015.